# Archibald Dickson
Archibald Dickson (Cardiff, Gales; primer trimestre de 1892-Mar del Norte, 19 de noviembre de 1939) fue un capitán de barco británico. Cuando estaba al mando del carguero Stanbrook fondeado en el puerto de Alicante en los días finales de la guerra civil española rescató a 2638  republicanos que estaban a punto de caer en manos del bando franquista y los llevó a Orán, en la Argelia francesa.
Helia González, que tenía cuatro años cuando subió a bordo del Stanbrook recuerda:

[El capitán Dickson] fue capaz de salvarnos contra todo viento político y marea de la infamia de nuestro país
Helia González

## Biografía

### La proeza delStanbrook

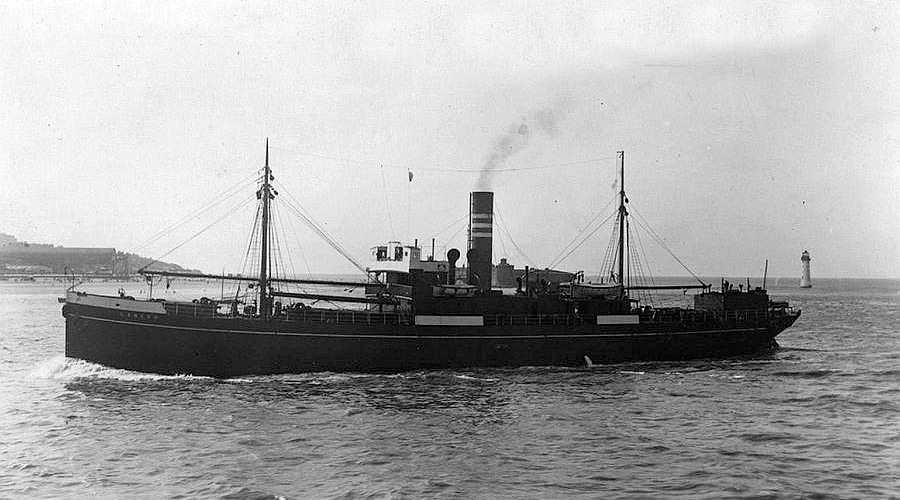
El Stanbrook en 1909, cuando aún recibía la denominación de Lancer.

El 28 de marzo de 1939 el Stanbrook se hallaba fondeado en el puerto de Alicante, esperando cargar naranjas y azafrán. Su capitán, el galés Archibald Dickson, al ver a los miles de refugiados que había en el puerto, desafió la orden que había recibido del propietario del carguero, Jack Billmeir, de no evacuar civiles y acogió a todos los que cupieran a bordo.
El capitán Dickson contó en una carta al Sunday Dispatch, publicada el 4 de abril, las razones por las que había tomado la decisión de socorrer a los refugiados:

Debido al gran número de refugiados me encontraba en un dilema sobre mi propia postura, ya que mis instrucciones eran que no debía tomar refugiados a menos de que estuviesen realmente necesitados. No obstante, después de ver la condición en que se hallaban decidí desde un punto de vista humanitario aceptarlos a bordo, ya que anticipaba que pronto desembarcarían en Orán.

Entre los refugiados había todo tipo de clases de gente, algunos aparentaban ser extremadamente pobres y parecían consumidos por el hambre y mal vestidos, con una variedad de atuendos que iban desde monos hasta viejas y desgastadas piezas de uniformes e incluso mantas y otros peculiares trozos de tela. Había también algunas personas, mujeres y hombres, con una buena apariencia y que asumí eran mujeres y parientes de funcionarios. Algunos de los refugiados parecían llevar consigo todas sus posesiones terrenales cargadas en maletas; bolsas de todas las descripciones, algunas atadas en grande pañuelos y unos pocos con maletas.
Carta del capitán Dickson al Sunday Dispatch

Helia González, entonces una niña de cuatro años cuya familia republicana había ido a Alicante desde Elche, recuerda cómo conoció al capitán Dickson:

Llegamos al puerto en tren desde Elche; una vez allí, una cola larguísima nos separaba de un barco que me pareció enorme con un nombre extraño y mucha gente. Nosotros, como todos los demás, temíamos no poder alcanzar la pasarela que nos permitía llegar a él.
Al fin llegamos al barco. Unos brazos vigorosos me levantaron. Vi una cara sonriente, una gorra de marino y me dio un beso en la mejilla. No dijo una sola palabra, pero ese abrazo, esa mirada, prometían algo bueno... era él, Dickson y ya no había peligro.
Helia González

El Stanbrook zarpó al atardecer del 28 de marzo con 2638 personas a bordo y sorteando los proyectiles lanzados por el crucero franquista Canarias, que bloqueaba el puerto de Alicante. Para eludirlo, el capitán Dickson puso primero rumbo a las Islas Baleares, pero la flota franquista continuó intimidando al barco y obligándolo a seguir en esa dirección con el objetivo, que siempre tuvo Franco, de llevarlo a un puerto español y capturar a los exiliados a bordo. El capitán galés trató de forzar el bloqueo durante toda la noche mientras pedía socorro; finalmente un crucero británico se lo prestó y su enérgica intervención salvó al Stanbrook y permitió cambiar el rumbo hacia el Sur con destino a Orán, en la costa de Argelia. La razón por la que el capitán Dickson incumplió sus obligaciones hacia la naviera para la que trabajaba, France Navigation, abandonando su mercancía, fue puramente humanitaria. Poco después de llegar el cargamento, miles de hombres, mujeres y niños, que huían de las tropas del bando franquista, irrumpieron en el puerto con la esperanza de embarcar hacia cualquier destino que no esté en España. Dickson decidió no llevar su cargamento, y embarcó a 2638 personas, un pasaje excesivo para un barco tan pequeño. Tanto es así que el barco se escoró en varias ocasiones durante la travesía. El compromiso del capitán fue el de no hacerse a la mar hasta que el muelle fuese completamente evacuado, promesa que terminaría cumpliendo, pues no quedó ningún refugiado abandonado en tierra cuando el navío partió. El capitán de artillería del Ejército Popular de la República Carlos Jiménez Margalejo, pasajero del Stanbrook, recuerda que durante el embarque, ante el nerviosismo general y la enorme aglomeración de gente en la pasarela de acceso, Dickson subió al puente de mando y, enarbolando un megáfono y en un mal español, para calmar los ánimos gritó:

¡Soy el capitán del barco!¡Prometo sacarles a ustedes de España!¡Cumpliré mi promesa!¡El barco no saldrá mientras quede nadie en el muelle!¡Lo prometo y lo cumpliré!

Diez minutos después de zarpar, poco antes de las once de la noche, el puerto y el centro de la ciudad de Alicante fueron bombardeados. La salida del puerto se hizo de noche y a oscuras para evitar ser interceptados por los navíos del bando franquista. Fue precisamente el avistamiento de estos barcos y el consiguiente desplazamiento del pasaje para observarlos lo que provocó en varias ocasiones que el barco se escorase.
Después de 22 horas de travesía —durante la cual el capitán Dickson, según contó él mismo, suministró «a los refugiados más débiles un poco de café y un poco de comida»— el Stanbrook llegó al puerto de Mazalquivir cerca de Orán. Cuando supieron de la llegada del barco, residentes españoles en Orán les llevaron en barcas alimentos y medicinas. Dos días después —gracias a las gestiones del capitán Dickson— las autoridades coloniales francesas dejaron desembarcar a las mujeres, los niños, heridos y enfermos, siendo acogidos en la antigua prisión del cardenal Cisneros —«nos trasladaron a un lugar para ducharnos y desinfectarnos; no fue un buen recuerdo, era un lugar oscuro, húmedo y frío, y unos hombres nos vigilaban incluso a las mujeres desnudas», recuerda Helia González—. Los hombres —unos 1500— tardaron un mes en hacerlo por decisión de la administración francesa, debido a que el dictador Franco reclamaba a estos refugiados; tras diversas negociaciones al respecto, la actitud de la opinión pública francesa y la intervención internacional, que iban conociendo la terrible represión y exterminio a que eran sometidos los prisioneros republicanos por parte del bando vencedor, frustraron finalmente el acuerdo y devolución de los pasajeros a la España fascista, y permitió el acercamiento del barco a los muelles de Orán y la consiguiente concesión de asilo a sus ocupantes. Antonio Vilanova, uno de los refugiados, recuerda: «salimos llenos de miseria. Allí conocí por primera vez los trimotores, piojos de un tamaño monstruoso». Fueron conducidos a un centro de alojamiento donde los ducharon, los vacunaron y les dieron alimentos proporcionados por los cuáqueros. Después fueron internados en un campo de concentración.

### Muerte
El 19 de noviembre de 1939 el SS Stanbrook fue torpedeado en el Mar del Norte (51.21N, 2.25E) por el submarino alemán U-57, al mando del comandante Claus Korth. El Stanbrook se partió en dos y se hundió llevándose consigo la vida de sus 20 —o 21— tripulantes, incluida la del capitán Dickson.

## Reconocimientos

### 70 aniversario

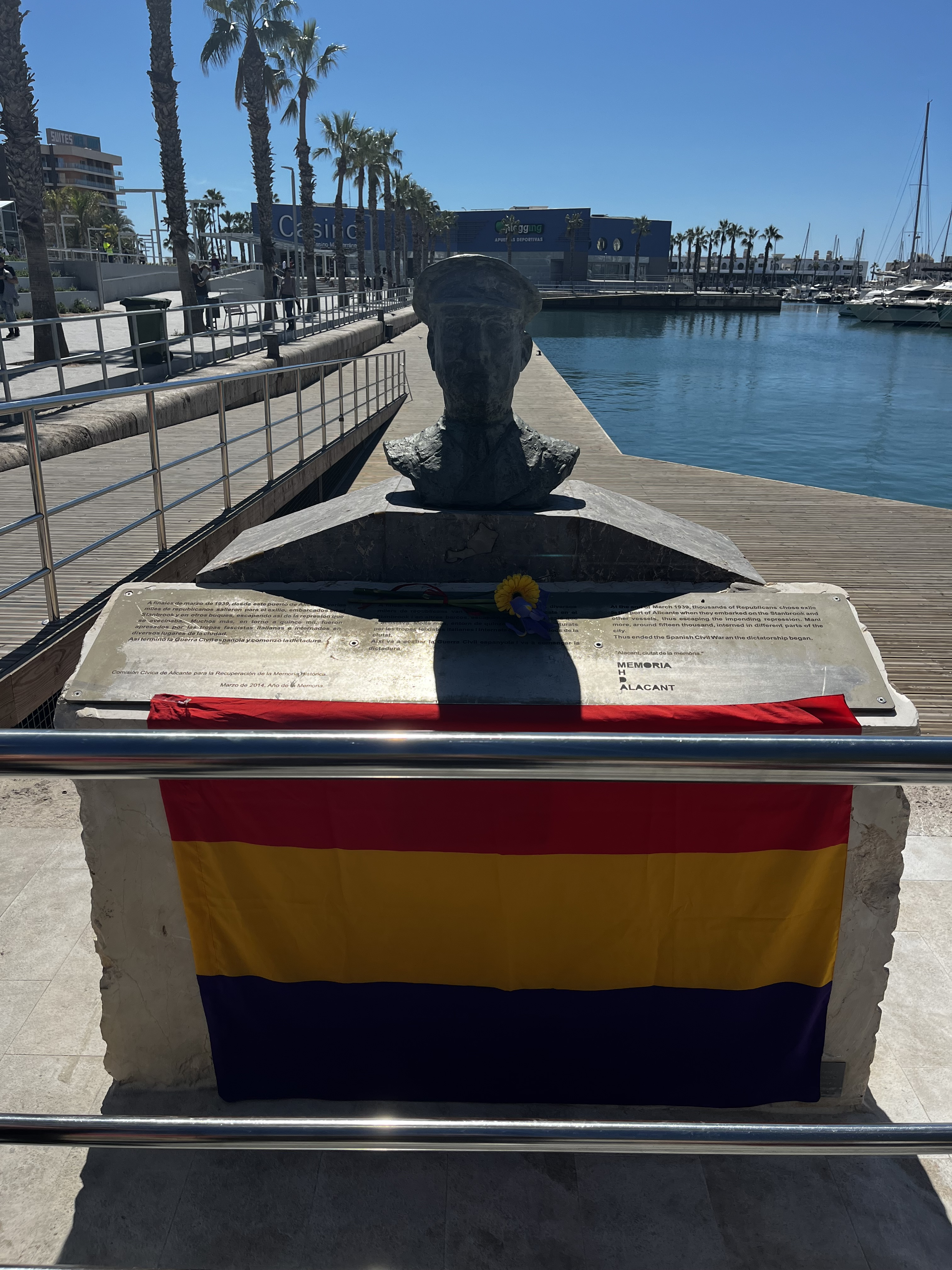
Monumento en memoria de Archibald Dickson en el puerto de Alicante.

En marzo de 2009, la Comisión Cívica de Alicante para la recuperación de la memoria histórica invitó a los dos hijos del capitán Dickson, Arnold y Dorothea, al homenaje que organizaban en su memoria con motivo del 70 aniversario de su gesta. Fue una jornada muy emotiva en la que más de un millar de personas, entre ellas pasajeros supervivientes y sus descendientes, agradecieron, a sus hijos, la acción humanitaria de Dickson. Sin embargo no fue hasta 2015 cuando se celebró por primera vez la hazaña del capitán en Cardiff, su ciudad natal.